# Micropolypodium sherringii
Micropolypodium sherringii là một loài dương xỉ trong họ Polypodiaceae. Loài này được Baker A.R. Sm. mô tả khoa học đầu tiên năm 1992.